# 으라차차 와이키키 2
《으라차차 와이키키 2》는 2019년 3월 25일부터 2019년 5월 14일까지 방영된 JTBC 월화 드라마이다.

## 줄거리
망할 위기에 처한 게스트하우스 와이키키에서 펼치는 청춘 드라마.

## 등장 인물

### 주요 인물
- 김선호 : 차우식 역 - 게스트하우스 공동 CEO 겸 가수 지망생
- 이이경 : 이준기 역 - 게스트하우스 공동 CEO 겸 생계형 단역 배우
- 신현수 : 국기봉 역 (아역 이경훈) - 게스트하우스 공동 CEO 겸 프로야구 2군 선수
- 문가영 : 한수연 역 - 고교 시절 우식의 첫사랑
- 안소희 : 김정은 역 - 알바왕, 준기의 연극영화과 동기, 준기의 오랜 친구
- 김예원 : 차유리 역 - 요리사, 우식의 누나

### 그 외 인물
- 조이현 : 동현 역
- 장대웅 : 엄석대 역
- 변성빈
- 이주원
- 김준희
- 유주원
- 박윤영
- 송의준
- 이다영
- 박주하
- 김효경
- 김지훈
- 이채빈
- 김현우
- 이주연
- 이민식
- 윤현
- 김민구
- 정준환
- 양소라
- 박준수
- 명석근
- 강학수
- 조진형
- 이규호 : 사장님 아들 역
- 유민주
- 이다인
- 김영아
- 엄유진
- 강보라
- 염지혜
- 송유현
- 김사훈
- 김광태
- 이범찬
- 정희영
- 성창훈
- 용진
- 이창섭
- 유병선
- 동윤석
- 고한민
- 이율
- 서동석
- 원종선
- 안동엽
- 서정희
- 장격수
- 이우성
- 박성균
- 금보
- 김중돈
- 이주경
- 김도훈
- 김상일
- 배기범
- 서석규
- 최교식 : 단결투쟁 시위자 역
- 옥주리 : 호떡 아줌마 역
- 이동용 : 단결투쟁 시위자 역
- 윤인조
- 이규섭
- 마민희
- 황윤걸
- 채민지
- 민대식
- 민준현
- 박기륭
- 이태구 : PD 역
- 권순형
- 공윤찬
- 장율
- 이달
- 박귀순 : 김광석스님 역
- 장문석
- 홍서준
- 박건락
- 송지우 : 민아 역
- 정종우
- 유용
- 박도준
- 신난애
- 이아진
- 문지후
- 이하은
- 이용규
- 최혜미
- 배성일
- 이재원
- 김시우
- 전정일 : 퀴즈쇼 참가자 역

### 특별 출연
- 서범식 : 상대 스턴트 배우 역
- 전수경 : 게스트하우스 사장 역
- 송영재 : 야구감독 역
- 이준혁 : 건망증 감독 역
- 정은우 : 한수연 남편 역
- 정인기 : 한수연 아버지 역
- 허구연 : 스포츠해설가 (목소리) 역
- 김형범 : 드라마 감독 역
- 주상욱 : 톱스타 강민호 역
- 정만식 : 빚쟁이 역
- 오나라 : 빚쟁이 부인 역
- 문희경 : 한수연 시어머니 역
- 이시언 : '세상에 이런 일이' PD 역
- 이정은 : 김밥천국 주인 역
- 김영웅 : 동물원 사육사 역
- 임강성 : 유민 역
- 변우석 : 윤서준 역
- 박아인 : 다영 역
- 인교진 : 곽하니 역
- 김연우 : 차우식 선배 역
- 심형탁 : 국기봉 선배 역
- 김기천 : 왕거지 역
- 신현종
- 오희준 : 변태 역
- 윤지원 : 게스트하우스 숙박녀 역
- 김광식 : 김용팔 역
- 이희진 : 김용팔 부인 강미영 역
- 허태희 : 조상호 역
- 김정팔 : 박초롱 역
- 김주령 : 발음학원 선생 역
- 김일중 : 도전 퀴즈왕 MC 역
- 양주호
- 염동헌 : 장준혁 역
- 윤희석 : 세모 등급 강남길 역
- 방준호 : 모 등급 김민철 역
- 연제형 : 김현성 역
- 장태성 : 승현 역
- 김영대 : 야구 유망주 역

## 촬영지
- 8810리스트레토바 - 게스트하우스 와이키키
- 벽초지문화수목원
- 롯데월드어드벤처
- 경의선책거리
- 에스컨벤션 웨딩홀
- 동작대교
- 서울 중앙고등학교
- 원효대교

## 시청률
최저 시청률과 최고 시청률은 시청률 조사회사와 지역별로 시청률에 차이가 있을 수 있습니다.
| 2019년 | 2019년   | 2019년                      | 2019년     | 2019년      |
| 회차   | 방송일   | 부제                        | AGB 시청률 | TNmS 시청률 |
| ------ | -------- | --------------------------- | ---------- | ----------- |
| 제1회  | 3월 25일 | 하늘에서 내리는 1억 개의 별 | 2.118%     | %           |
| 제1회  | 3월 25일 | 너의 결혼식                 | 2.118%     | %           |
| 제2회  | 3월 26일 | 나비효과                    | 1.769%     | %           |
| 제2회  | 3월 26일 | 요술공주 밍키               | 1.769%     | %           |
| 제3회  | 4월 1일  | 신비한 동물사전             | 1.997%     | %           |
| 제3회  | 4월 1일  | 그들이 사는 세상            | 1.997%     | %           |
| 제4회  | 4월 2일  | 악마를 보았다               | 1.752%     | %           |
| 제4회  | 4월 2일  | 나만 몰랐던 이야기          | 1.752%     | %           |
| 제5회  | 4월 8일  | 주먹이 운다                 | 1.971%     | %           |
| 제5회  | 4월 8일  | 꿈✩은 이루어진다            | 1.971%     | %           |
| 제6회  | 4월 9일  | 세상 어디에도 없는 착한남자 | 1.636%     | %           |
| 제6회  | 4월 9일  | 남자친구                    | 1.636%     | %           |
| 제7회  | 4월 15일 | 우리들의 일그러진 영웅      | 1.492%     | %           |
| 제7회  | 4월 15일 | 마지막 승부                 | 1.492%     | %           |
| 제8회  | 4월 16일 | 달콤한 인생                 | 1.389%     | %           |
| 제8회  | 4월 16일 | 디어 마이 프렌즈            | 1.389%     | %           |
| 제9회  | 4월 22일 | 내 남친의 모든 것           | 1.390%     | %           |
| 제9회  | 4월 22일 | 극한직업                    | 1.390%     | %           |
| 제10회 | 4월 23일 | 어른들은 몰라요             | 1.485%     | %           |
| 제10회 | 4월 23일 | 범인은 바로 너              | 1.485%     | %           |
| 제11회 | 4월 29일 | 다시 사랑한다 말할까?       | 1.407%     | %           |
| 제11회 | 4월 29일 | 사랑과 우정사이             | 1.407%     | %           |
| 제12회 | 4월 30일 | 너의 이름은                 | 1.171%     | %           |
| 제12회 | 4월 30일 | 극적인 하룻밤               | 1.171%     | %           |
| 제13회 | 5월 6일  | 창문 넘어 도망친 소녀       | 1.324%     | %           |
| 제13회 | 5월 6일  | 세상이 그대를 속일지라도    | 1.324%     | %           |
| 제14회 | 5월 7일  | 누구나 비밀은 있다          | 1.421%     | %           |
| 제14회 | 5월 7일  | 사랑보다 깊은 상처          | 1.421%     | %           |
| 제15회 | 5월 13일 |                             | 1.103%     | %           |
| 제15회 | 5월 13일 |                             | 1.103%     | %           |
| 제16회 | 5월 14일 |                             | 1.496%     | %           |
| 제16회 | 5월 14일 |                             | 1.496%     | %           |

## 동시간대 드라마
- TvN 월화 드라마

《사이코메트리 그녀석》 (2019년 3월 11일 ~ 2019년 4월 30일)
《어비스》 (2019년 5월 6일 ~2019년 6월 25일)

## 같이 보기
- 대한민국의 텔레비전 드라마 목록 (ㅇ)
- 2019년 대한민국의 텔레비전 드라마 목록